# Révolte de Palestine

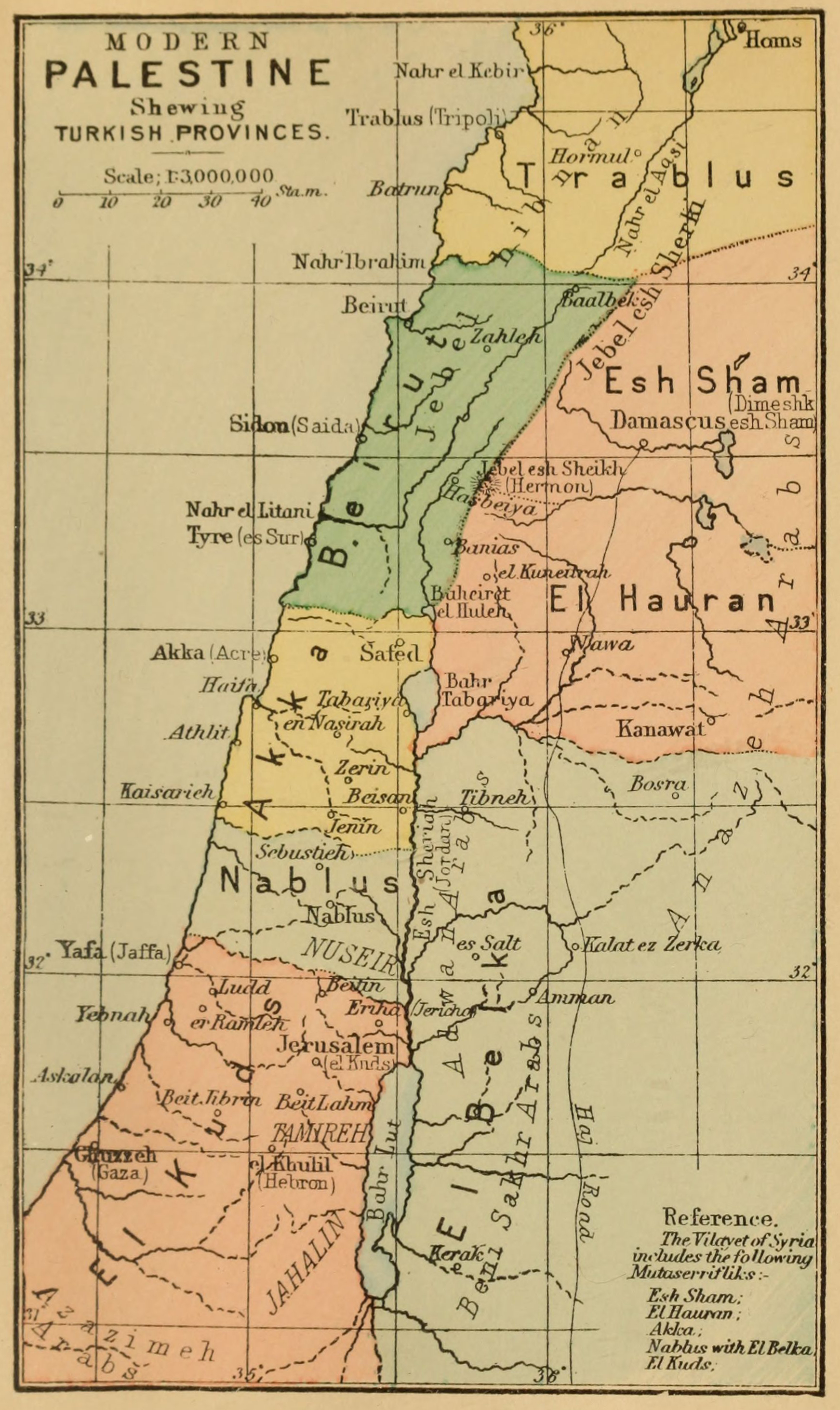
La Palestine ottomane, carte de 1889

La révolte de Palestine est un soulèvement qui se déroule de mai à août 1834 à la suite de la première guerre égypto-ottomane (1831-1833), alors que la Syrie ottomane est temporairement détachée de l'Empire ottoman et placée sous la tutelle de Méhémet Ali, pacha d'Égypte, devenu pratiquement indépendant. Ce mouvement rassemble surtout des paysans (fellahs), mécontents de la fiscalité et de la conscription introduits par l'administration égyptienne, mais aussi certains notables et des Bédouins.
La révolte est écrasée par Ibrahim Pacha, fils de Méhémet Ali. La Palestine reste sous domination égyptienne jusqu'à la deuxième guerre égypto-ottomane (1839-1841) où l'intervention des puissances occidentales la restitue au sultan.

## Contexte

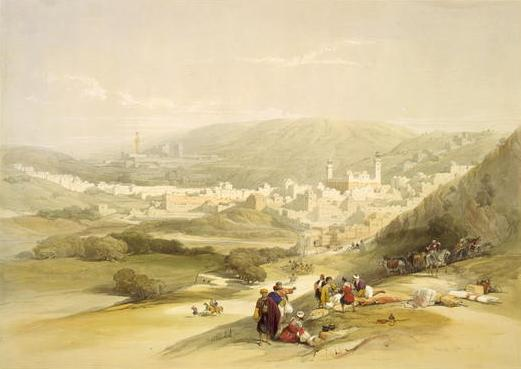
La campagne palestinienne près d'Hébron, David Roberts et Louis Haghe, 1839

Après l'expédition d'Égypte menée par les Français de Bonaparte (1798-1801), le général mamelouk Djezzar Pacha rétablit la souveraineté ottomane sur les régions du sud du Levant qui constituent l'eyalet de Sidon et une partie de celui de Damas. Après sa mort en 1804, ses propres mamelouks, Suleyman Pacha (en) (de 1805 à sa mort en 1819) puis Abdullah Pacha (en) conservent l'autorité sur la province de Sidon avec Acre pour capitale. Suleyman Pacha doit combattre les Wahhabites d'Arabie pendant la Guerre ottomano-wahhabite (en) (1811-1818) mais l'État wahhabite est détruit par l'expédition d'Ibrahim Pacha, fils du gouverneur d'Égypte Méhémet Ali.
Cependant, la région des collines de Palestine centrale (monts de Judée) reste mal soumise du fait des rivalités tribales (en) qui opposent les deux confédérations des Qays et des Yaman, accompagnées d'affrontements et de brigandage. Autour de Naplouse, les Qays sont conduits par les familles Nimr, Jayyusi, Qasim al-Ahmad (en) et Abd al-Hadi, et les Yaman par les familles Tuqân (en) et Jarrar (en). Autour de Jérusalem, le pouvoir ottoman est plus solide et le jeu des factions s'organise autour des familles religieuses chérifiennes, les al-Husseini, alliés des Qays, et les Khalidi[Qui ?], alliés des Yaman. Un biographe contemporain de Suleyman Pacha décrit les fortes relations de clientélisme qui existent entre un de ces clans ruraux, les Barqawi, et leurs paysans : « Les gens de cette région [le Wadi al-Sha'ir] ont une très étrange coutume… Ils [les fellahs] obéissent aveuglément à leurs maîtres les cheikhs. Il suffit que les Barkawi leur envoient un petit papier pour demander aux villageois de se joindre à ses troupes pour combattre un autre village, ils abandonnent ce qu'ils ont en main, même s'ils sont en train de dîner, pour prendre leurs fusils et pistolets et se rendre à l'endroit où Barqawi les a convoqués, ou au château des Barqawi, avec plaisir et bonheur. Les fellahs n'obéissent à aucune loi divine aussi promptement qu'aux ordres de leurs maîtres ».
Les voyageurs occidentaux décrivent la Palestine comme un pays fermé et hostile aux étrangers. Sauf à Acre qui est une « échelle » commerciale, et à Jérusalem, ville de pèlerinage, ils ne peuvent circuler qu'incognito, en habit oriental : les routes sont à peine praticables aux cavaliers tandis que les habitants, qu'ils soient musulmans, druzes ou chrétiens, les soupçonnent d'espionnage ou de sorcellerie et ils s'exposent à être pillés par les Bédouins.

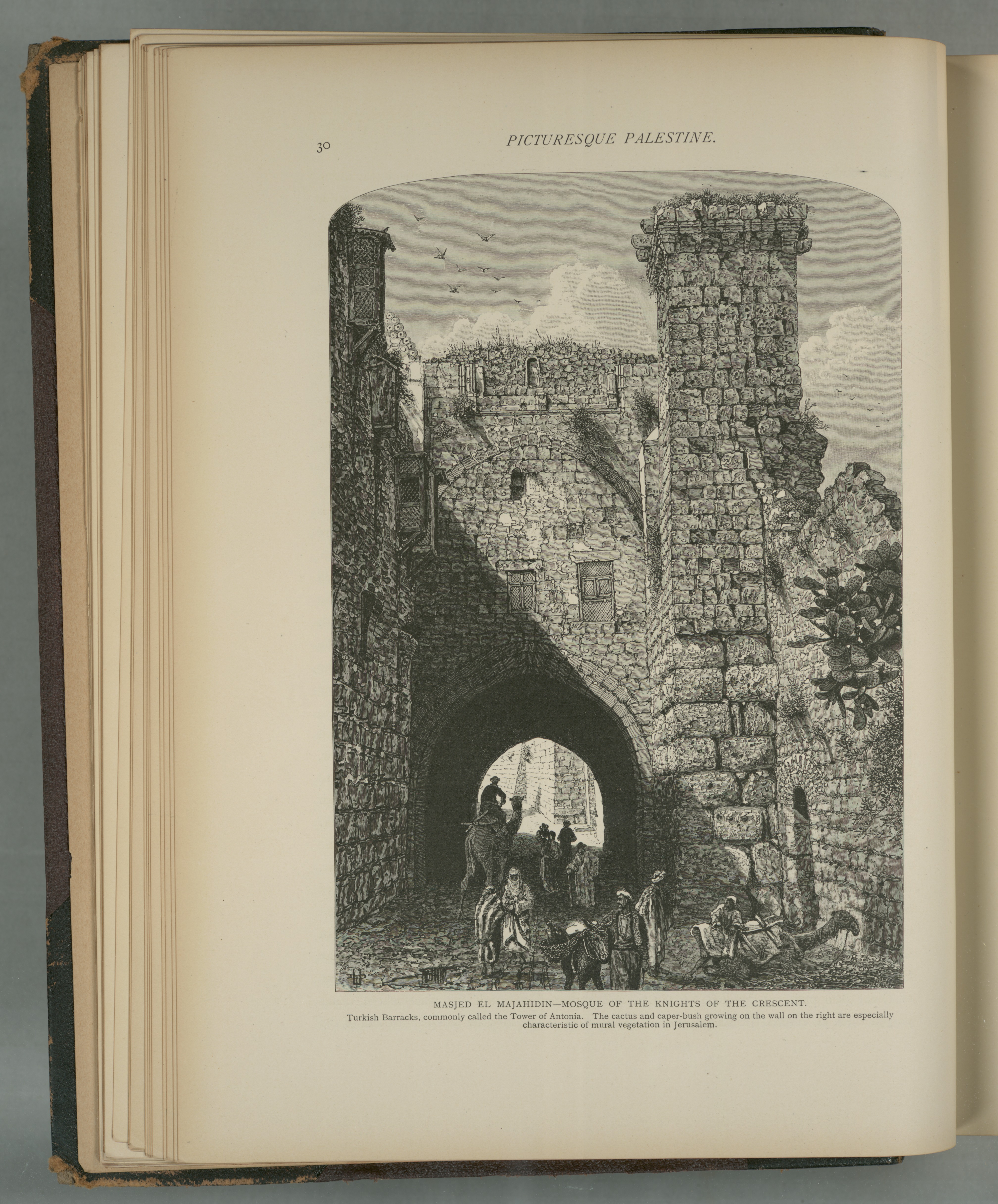
La tour Antonia à Jérusalem, utilisée comme caserne ottomane, 1881

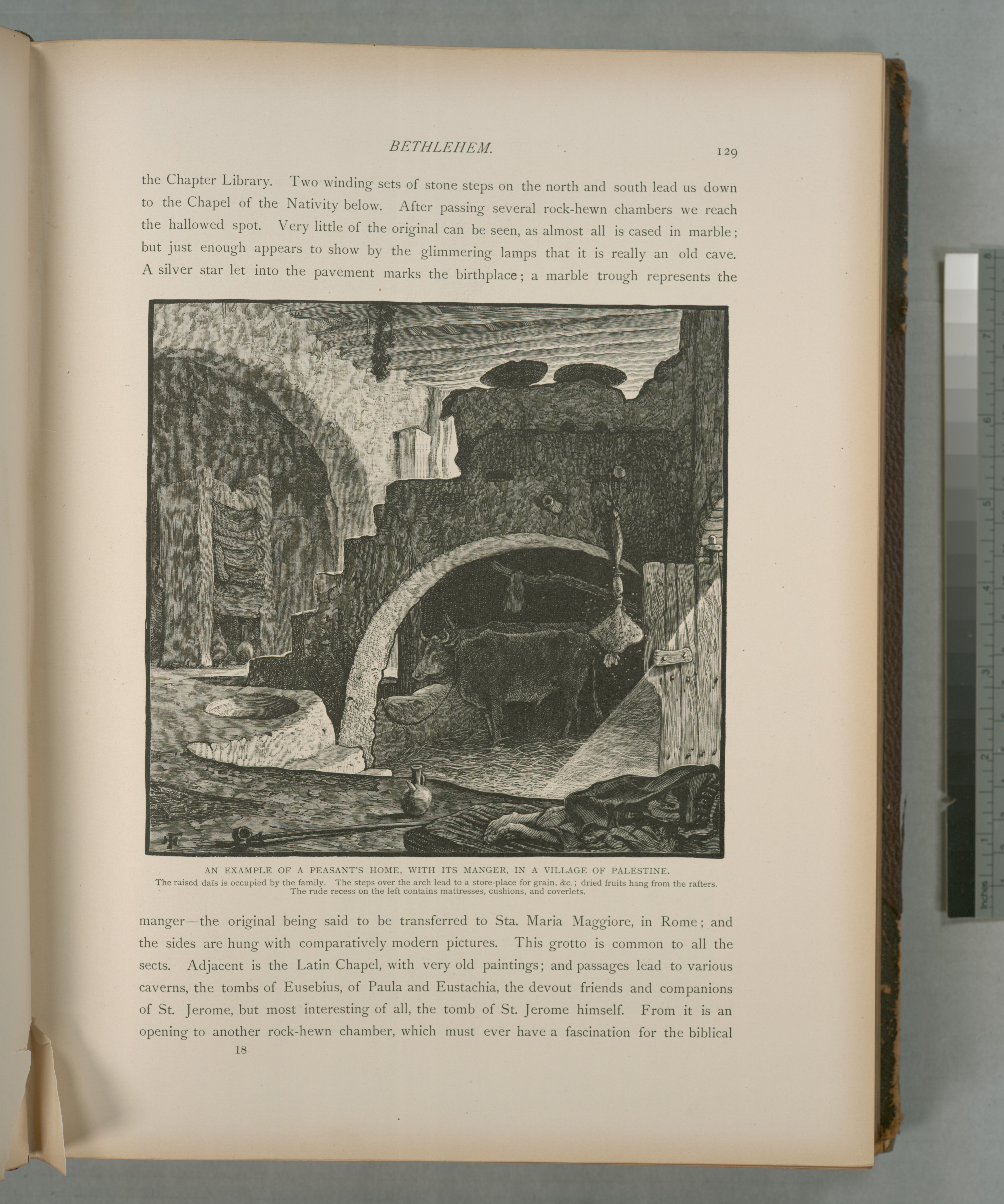
Maison paysanne en Palestine, 1881

Après la mort de Suleyman en 1819, un conflit oppose son successeur Abdullah Pacha au prince Bachir Chehab II, émir du Liban, et au gouverneur de Damas. Méhémet Ali s'impose comme médiateur, réconcilie Abdullah Pacha avec la Sublime Porte et devient l'allié de Bachir.
En 1824, Mustafa Pacha, gouverneur de Damas, tente d'imposer aux habitants une fiscalité plus lourde dans les districts de Palestine qui dépendent de son autorité, ce qui provoque en 1825 une révolte des habitants de Jérusalem, musulmans, chrétiens et Juifs réunis. Le sultan Mahmoud II rappelle Mustafa Pacha mais confie à Abdullah Pacha le soin de rétablir l'ordre. Abdullah Pacha expulse quelques chefs de la révolte vers d'autres villes proches et entreprend de renforcer son pouvoir sur Sidon et Jérusalem. Abdullah Pacha s'efforce d'affaiblir le pouvoir des chefs tribaux en appliquant les réformes (tanzimat) voulues par le sultan.
L'Empire ottoman est alors déstabilisé par la révolte de la Grèce et l'armée ottomane affaiblie par les défaites en Grèce et par l'extermination des janissaires en 1826, tandis que l'Égypte de Méhémet Ali devient une puissance régionale, étendant sa tutelle sur le Hedjaz, le Soudan et temporairement sur la Grèce insurgée, avec une armée modernisée basée sur la conscription. La modernisation de l'Égypte se traduit aussi par une pression fiscale accrue qui entraîne la fuite de paysans égyptiens vers la Palestine. Méhémet Ali réclame leur restitution, ce qu'Abdullah Pacha refuse, donnant au pacha d'Égypte un prétexte pour déclencher la Première Guerre égypto-ottomane et s'emparer de l'ensemble du Proche-Orient. L'armée d'Ibrahim Pacha fait le siège d'Acre (décembre 1831-mai 1832) et conquiert le Levant en quelques mois, obtenant le ralliement des chefs locaux hostiles à Abdullah Pacha. Un cheikh de la région de Jénine, Hussein Abd al-Hadi (en), se rallie aux Égyptiens et devient gouverneur de l'eyalet de Sidon.

## Des innovations contestées

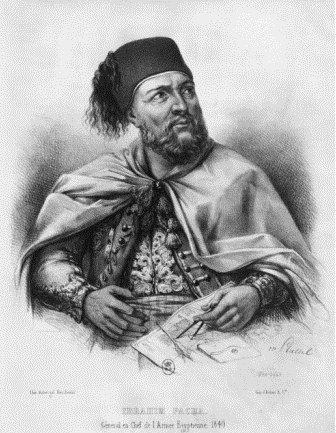
Ibrahim Pacha par Henri Daniel Plattel, 1840

Après la convention de Kütahya (4 mai 1833) par laquelle le sultan abandonne à Méhémet Ali l'administration de tout le Levant, Ibrahim Pacha, établi à Damas comme gouverneur des provinces conquises, entreprend d'y appliquer les réformes modernisatrices en vigueur en Égypte : fiscalité accrue, conscription, conseils consultatifs (majlis al-shûra) où sont représentés les chrétiens et les Juifs. Les minorités religieuses sont mises à égalité avec les musulmans. La capitation, jusque-là réservée aux dhimmis (donc non musulmans), est étendue aux musulmans tandis que chrétiens et Juifs obtiennent le droit de rénover et restaurer leurs églises, couvents et synagogues, ce qui était étroitement limité par l'interprétation traditionnelle du Pacte d'Umar.
Les attributions scolaires et judiciaires des oulémas sont affectées par la création d'écoles et tribunaux publics sur le modèle égyptien, ainsi que par la confiscation de fondations pieuses (waqf) au profit de l’État. Des fonctionnaires d’État sont nommés dans les districts et la fiscalité publique remplace l'affermage des impôts (iltizam) dont les notables locaux étaient les principaux bénéficiaires. Ibrahim Pacha condamne un des principaux notables, Qasim al-Ahmad (en), à rembourser au trésor public la somme de 120 000 qurush (piastres) pour les impôts qu'il avait affermés dans les années 1831-1834. En outre, l'administration égyptienne interdit la possession d'armes à feu aux non-militaires. Les cheikhs ruraux se détournent du pouvoir égyptien que la propagande ottomane s'efforce de présenter comme illégitime.

## La révolte

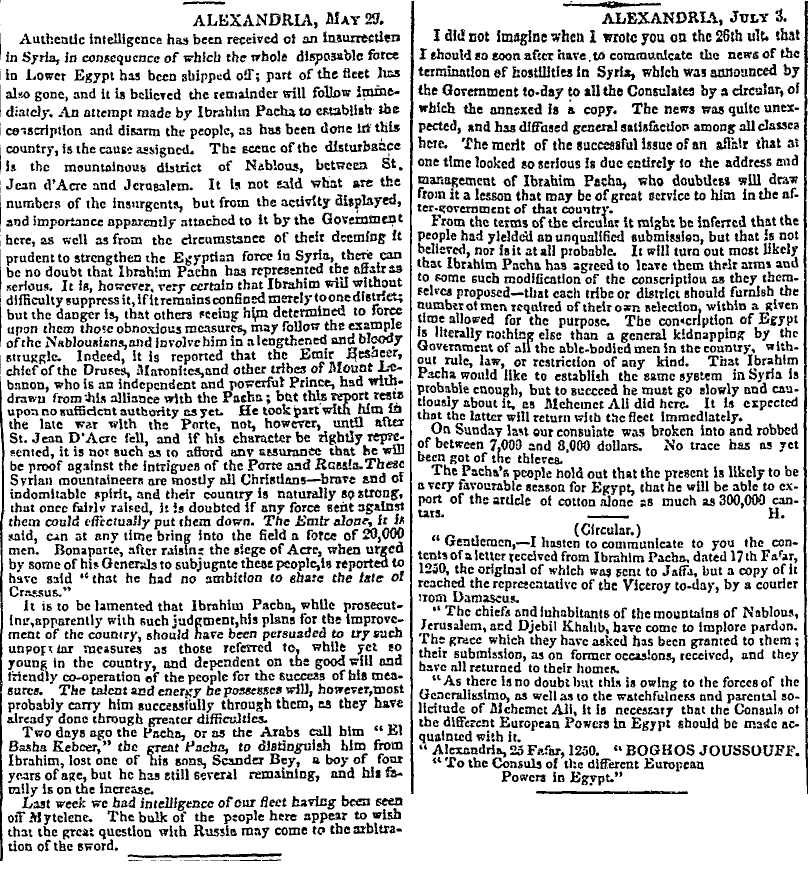
Récit de la révolte par le journal britannique The Times, 29 mai - 3 juillet 1834

L'introduction du service militaire, en avril-mai 1834, entraîne une révolte générale des paysans avec des appuis parmi les chefs religieux et les Bédouins,. La conscription est extrêmement impopulaire, de même que la confiscation des armes à feu, dans un pays où les familles se transmettent leurs armes de père en fils pour protéger leur maison et leur village aux côtés des membres de leur clan, sous la conduite de leurs chefs locaux. Un témoignage contemporain cite la réponse d'un chef local, en avril 1834, lorsque Ibrahim Pacha tente de le convaincre des bienfaits du service militaire pour la défense du pays :
« Vous pouvez nous l'ordonner sous peine de notre tête mais il n'y a aucun besoin pour nous de vous donner nos garçons et nos jeunes hommes pour la guerre. Quand les ennemis de notre religion entreront dans le pays, nous tous, jeunes et vieux, irons combattre de leur plein gré et répandrons notre sang pour notre foi et notre patrie. ».
Les premiers soulèvements contre l'autorité égyptienne éclatent à Salt en Transjordanie, dans un clan bédouin allié des Tuqan. La révolte s'étend aux collines du centre et du nord de la Palestine, encouragée par plusieurs chefs locaux : Qasim al-Ahmad (en), Nasir al-Mansur al-Hajj Muhammad, Mustafa Abu Ghosh (en), Moussa et son fils Issa al-Madi, Abdallah Jarrar, Ismaïl al-Samhan et autres, venant aussi bien des clans qaysites que yamanites. Les Égyptiens perdent le contrôle de l'intérieur du pays et ne gardent que les villes côtières. Des affrontements entre paysans et soldats égyptiens se produisent autour d'Hébron, Jérusalem, Naplouse, Ramla, Safed et Gaza. Dans la plaine d'Esdrelon, le 19e régiment égyptien est taillé en pièces par les paysans : sur 1 200 hommes, seuls 600 parviennent à gagner Haïfa tandis que leur commandant, blessé, avec deux officiers seulement, se réfugie à Acre. À la fin de juin 1834, seules les villes de Jérusalem, Jaffa, Gaza et Acre sont encore sous contrôle égyptien. Ibrahim Pacha lui-même est assiégé dans Jérusalem et, bientôt, se trouve presque à court de munitions.

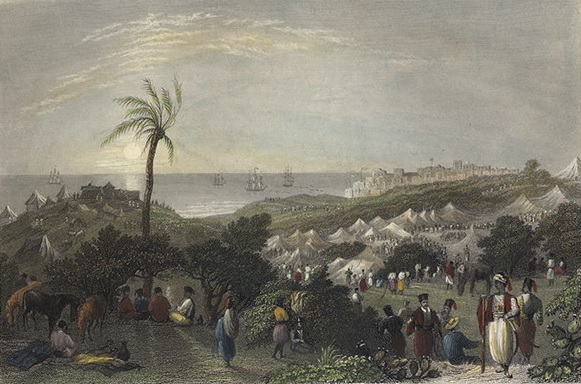
Camp d'Ibrahim Pacha près de Jaffa par William Henry Bartlett, 1838

L'organisation de la rébellion est mal connue. Qasim al-Ahmed, avec son groupe de Naplouse, semble avoir joué un rôle moteur et tenté de se coordonner avec les Abu Ghosh et les al-Samhan autour de Jérusalem et de Bethléem, avec les Aghas de Huwara en Palestine centrale et le conseil de notables de Safed en Galilée.
Les rebelles ont initialement l'avantage du nombre : les sources parlent de plusieurs dizaines de milliers de combattants pour la seule région de Naplouse. Mais ils n'ont généralement qu'un armement archaïque, vieux fusils à mèche (barouda), sabres, dagues, javelines, massues pour les paysans, longues lances pour les cavaliers bédouins, parfois des pistolets chez les citadins, alors que les troupes égyptiennes disposent de fusils modernes, d'artillerie et d'une organisation de type européen qui leur donnent généralement l'avantage en bataille rangée. Cependant, les paysans, au prix de lourdes pertes, arrivent plusieurs fois à tenir en échec les troupes régulières.
Ni les chrétiens, ni les Juifs ne semblent avoir pris part à la révolte. Ils avaient d'ailleurs peu de raisons de la rejoindre puisqu'ils étaient exemptés du service militaire. La communauté juive de Safed est victime de pillages pendant le conflit.

## La répression

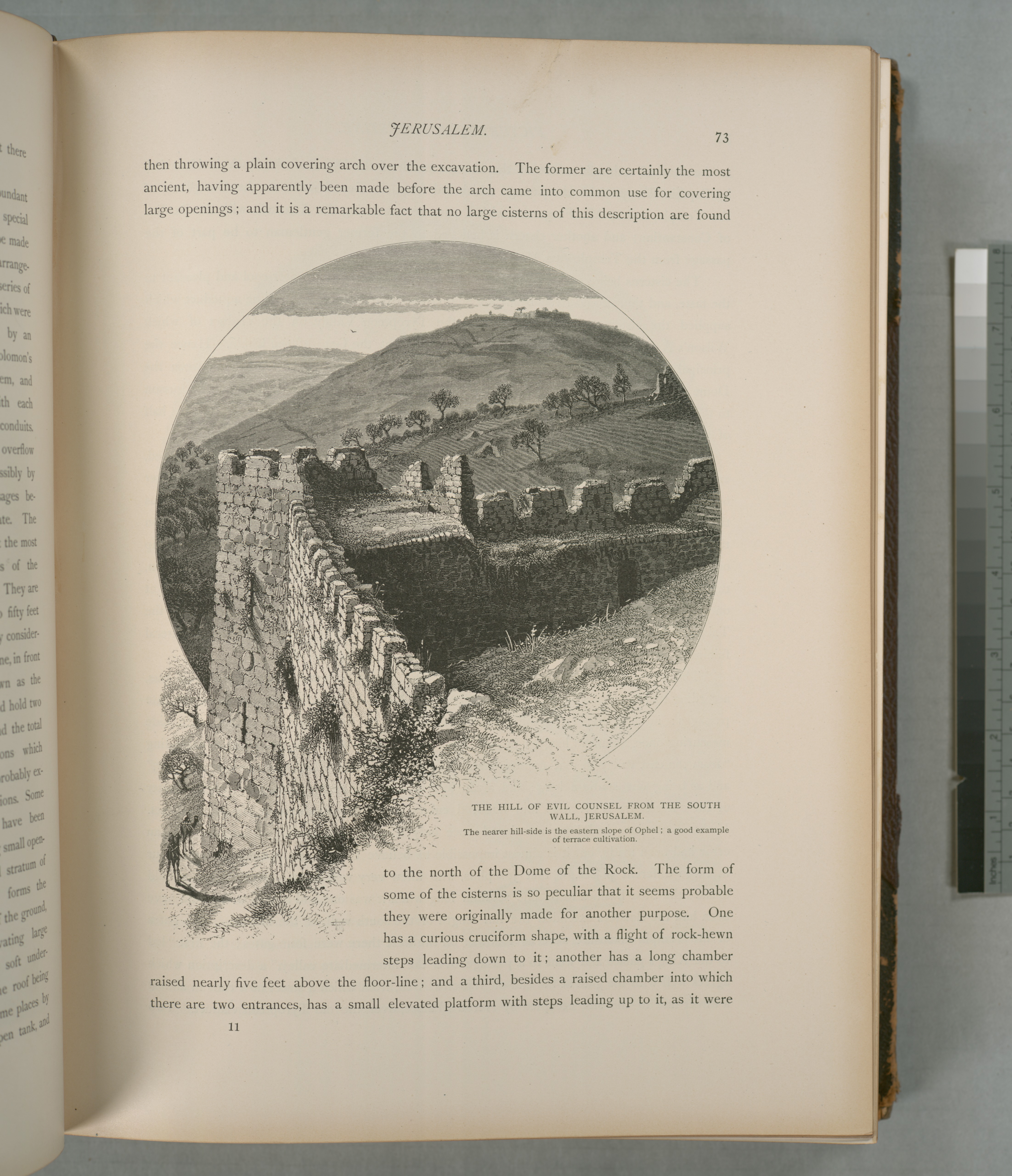
La colline du Mauvais Conseil vue du mur sud de Jérusalem, 1881

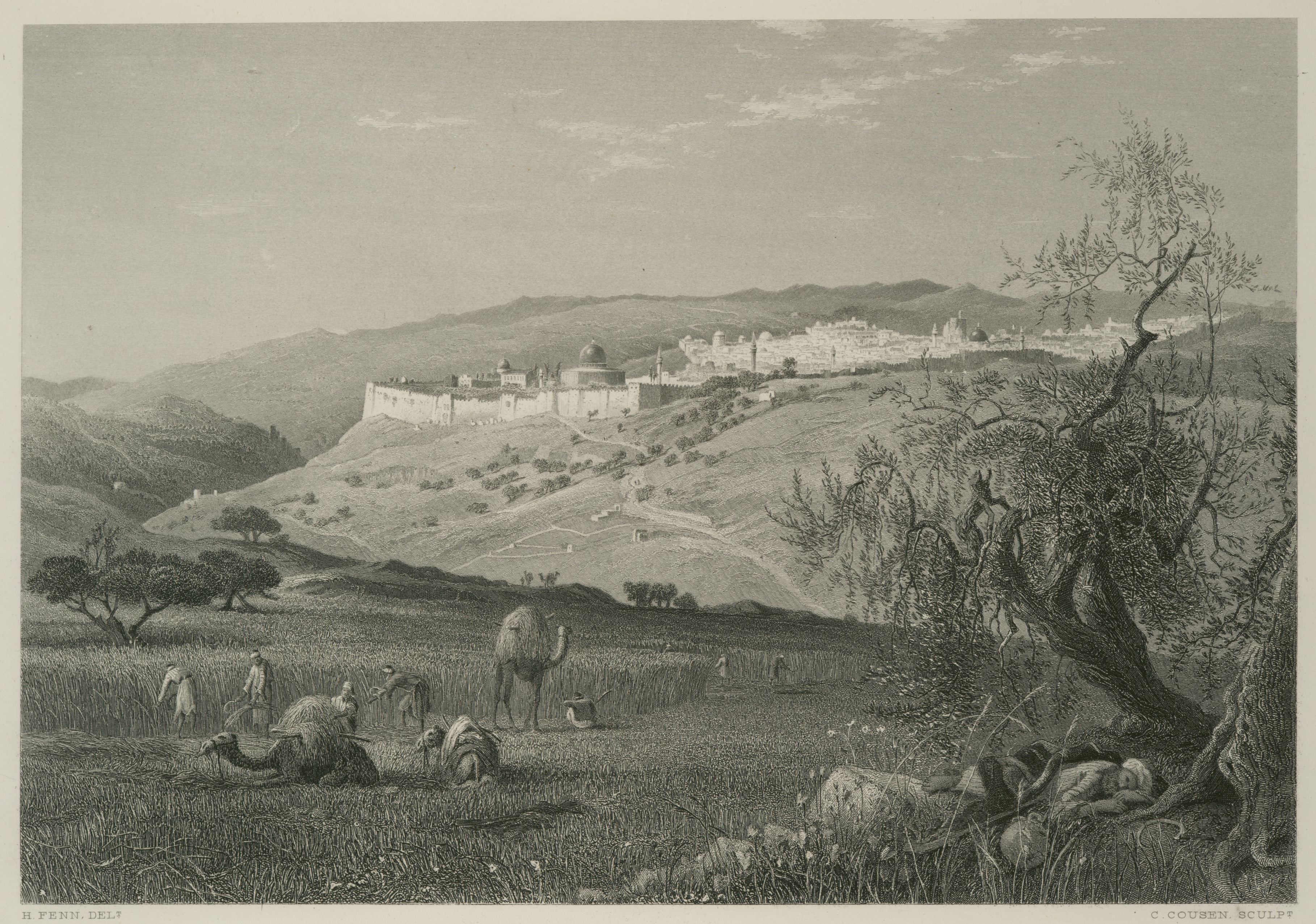
Jérusalem vue du mont Scopus, 1881

Vallée d'Artas près de Bethléem, 1881

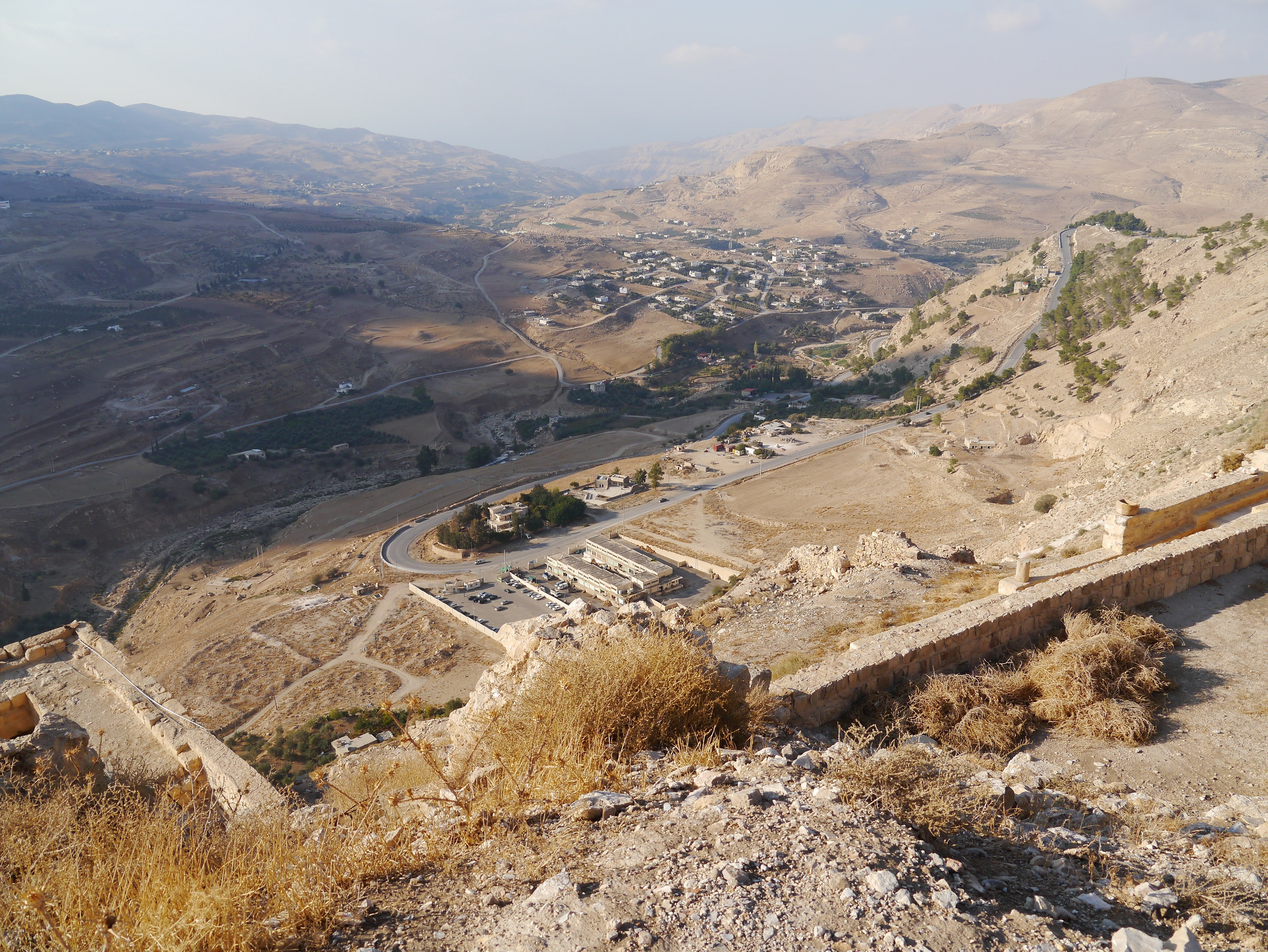
Château d'Al-Karak en 2012

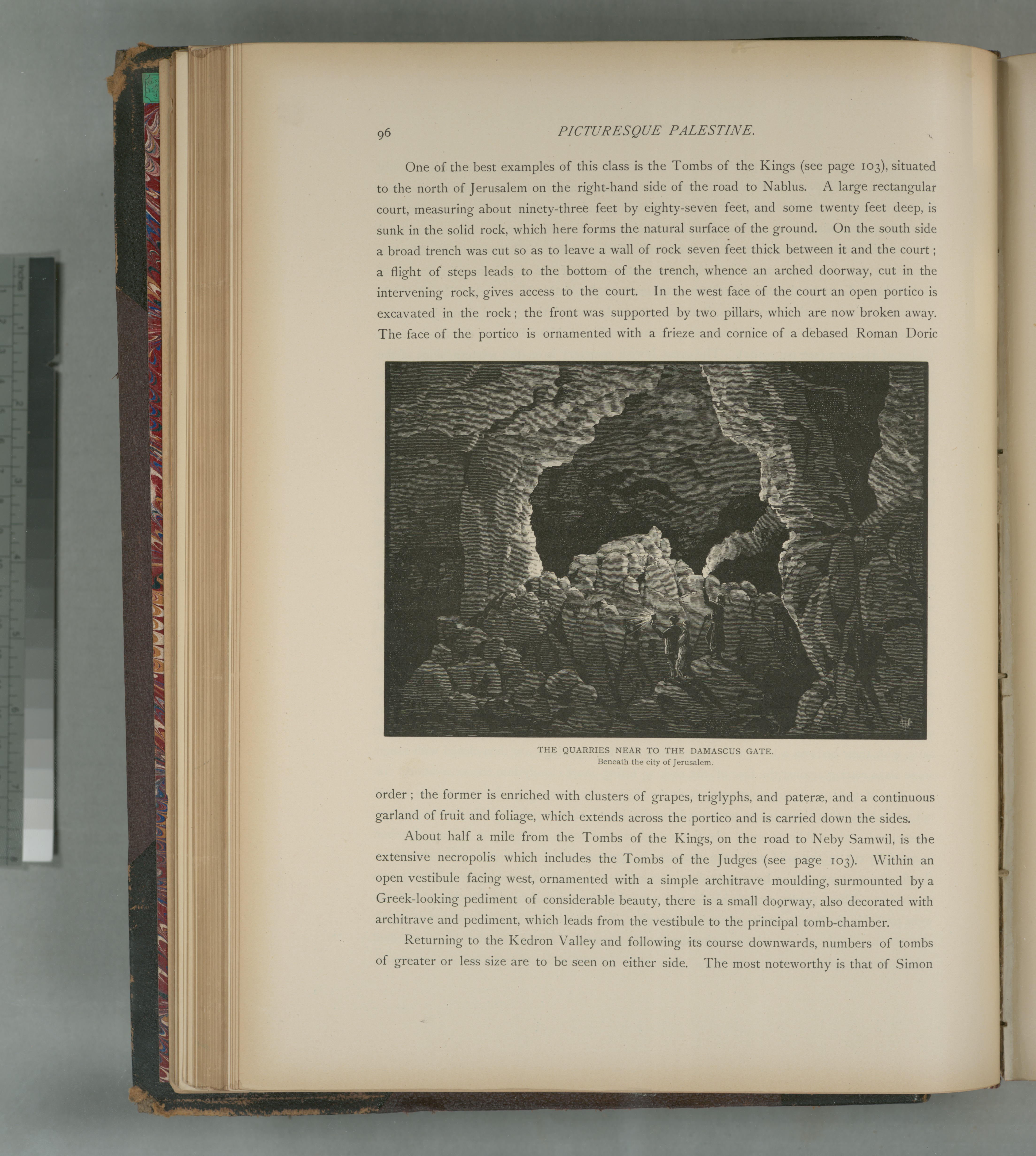
Les carrières près de la Porte de Damas à Jérusalem, 1881

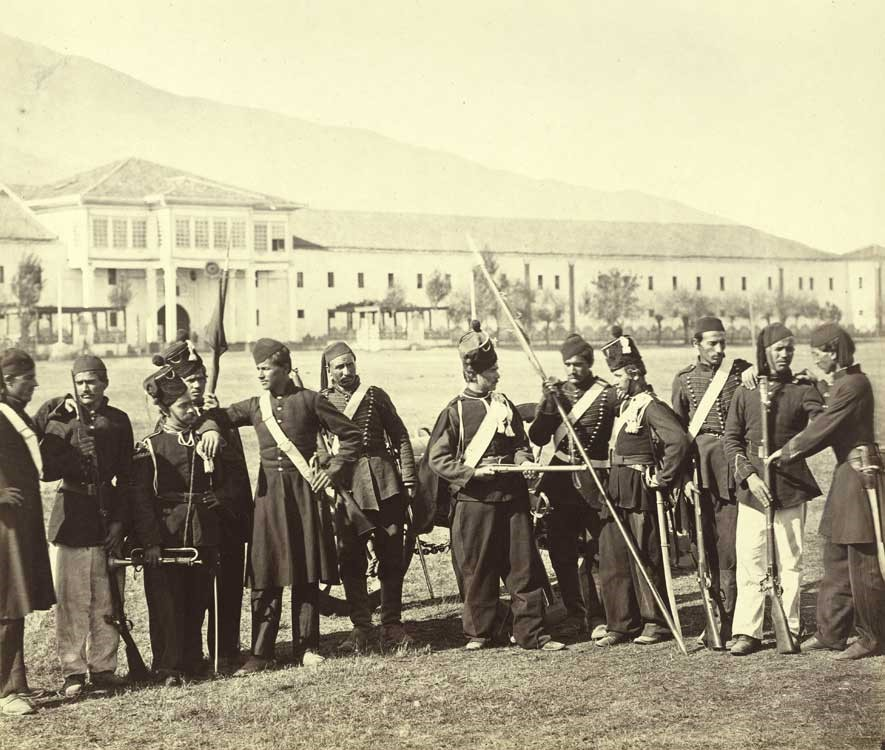
Infanterie ottomane équipée à l'européenne, 1863

Mohammed Ali débarque à Jaffa le 30 juin avec un renfort de 15 000 soldats. L'annonce de son arrivée permet à Ibrahim Pacha de négocier une trêve avec les assiégeants par l'intermédiaire de Hussein Abd al-Hadi et du mufti de Jérusalem, Tahir Effendi : un accord est conclu prévoyant une amnistie pour les rebelles, l'abolition de la conscription, remplacée par une taxe de 1 000 piastres par homme, et la nomination de Qasim al-Ahmad comme gouverneur de Jérusalem. Ibrahim Pacha peut alors se rendre auprès de son père à Jaffa et obtenir des secours.
Mohammed Ali envoie d'abord une armée commandée par Salim Pacha pour rétablir l'ordre autour de Lod et Ramla. Qasim al-Ahmad, qui fait figure de chef des rebelles, envoie des messages aux districts de Jérusalem et Hébron pour leur dire que la trêve n'était qu'une tromperie et qu'ils doivent reprendre les armes. Le 13 juillet 1834, il envoie une lettre au sultan ottoman pour lui demander de débarquer des troupes à Acre et autres villes de Palestine, mais cet appel reste sans effet.
Entre-temps, en juin, des Bédouins égyptiens, Awawna, Jubarat et autres clans alliés de Mohammed Ali, font une razzia dans le district de Gaza. Ils sont repoussés et perdent 70 tués.
Ibrahim, avec les renforts amenés d’Égypte, dispose d'une armée de 20 000 hommes : il peut reprendre l'initiative et marcher vers l'intérieur. Il s'empare du premier village qui lui oppose une résistance, Taybeh au sud de Tulkarem, puis de Qaqun (en) : ces deux villages sont rasés et leurs habitants expulsés. L'armée égyptienne continue ses destructions au nord de Tulkarem, à Zita, Deir al-Ghusun, Shuwika. Les habitants de Tulkarem envoient une délégation pour affirmer leur loyauté et désavouer leur cheikh Isa al-Barqawi. Ibrahim marche ensuite sur Arraba, près de Jénine, fief du clan Abd al-Hadi qui est resté fidèle au pouvoir égyptien, puis sur Sanur, forteresse des Jarrar. À Naplouse, il fait savoir aux habitants que désormais, la possession d'un fusil, d'une épée ou d'une dague sera punie de mort. Qasim al-Ahmad se retire alors vers Hébron avec ses partisans pour continuer la lutte.
Bachir II, à la demande de Mohammed Ali, lève une armée de quelques milliers de Libanais et marche vers Safed. Arrivé à Bint-Jbeil, il reçoit la soumission des notables de Safed et des villes environnantes.
Le 6 août 1834, Ibrahim prend d'assaut Hébron. L'infanterie égyptienne, appuyée par l'artillerie, livre un dur combat de rues et perd 3 commandants, 7 capitaines et 260 hommes mais reste maîtresse de la ville.
La Palestine à l'ouest du Jourdain étant entièrement soumise, Ibrahim continue sa marche vers la Transjordanie avec 4 000 fantassins et 2 000 cavaliers. Le 14 août, il arrive devant Al-Karak et s'en empare après un court siège. Qasim al-Ahmad, Isa al-Barqawi et leurs fils cherchent à se refugier auprès des Bédouins `Anizzah mais le chef du clan les livre aux Égyptiens.
Le clan Jayyusi, qui avait fait bon accueil aux occupants égyptiens, reste neutre pendant la révolte.

## Conséquences
Qasim al-Ahmad et Isa al-Barqawi sont conduits à Damas et exécutés. Deux fils de Qasim et d'autres chefs sont décapités à Acre. Plusieurs prisonniers sont envoyés aux travaux forcés dans les carrières en Égypte ou dans des ateliers à Acre. Ibrahim impose de lourdes amendes aux habitants. En revanche, des notables fidèles comme les Abd al-Hadi conservent leurs privilèges et même leur propre milice.
Mohammed Ali, auprès de ses interlocuteurs occidentaux, s'était présenté comme l'émancipateur des chrétiens d'Orient et, selon le récit d'un moine grec de Jérusalem, l'entrée des troupes égyptiennes en 1832 avait été saluée avec joie par les chrétiens orthodoxes, arméniens et francs (Latins), les Juifs et, avec plus de réserves, par les musulmans. Le voyageur allemand Heinrich Petermann note qu'à Naplouse, ville particulièrement conservatrice, la conquête égyptienne a libéré les chrétiens des craintes et humiliations quotidiennes qui reviendront après la reconquête ottomane en 1841.
Pour les musulmans, au contraire, la victoire égyptienne entraîne une détérioration de leur sort : 9 000 jeunes hommes sont réquisitionnés comme conscrits et envoyés faire leur service en Égypte. Des jeunes hommes de Jérusalem sont versés dans la cavalerie. Le pouvoir égyptien accepte cependant quelques concessions : les armes ne sont pas confisquées, les impôts ne sont perçus avec rigueur que sur les personnes isolées et dépourvues de protection politique, les fils de notables peuvent se racheter de leurs obligations militaires. Pendant les années suivantes, la conscription ne touche que les familles pauvres : l'armée saisit les jeunes hommes sans ménagement, dans la rue, sur les marchés ou à la sortie des mosquées.

## Sources et bibliographie
- (en) Cet article est partiellement ou en totalité issu de l’article de Wikipédia en anglais intitulé « Peasants' revolt in Palestine » (voir la liste des auteurs) dans sa version du 25 novembre 2017.
- Henry Laurens, La Question de Palestine, vol. 1 : L'invention de la Terre sainte (1799-1922), Fayard, 7 avril 1999, 722 p. (ISBN 978-2-213-60349-0)
- (en) Farid Al-Salim, Palestine and the Decline of the Ottoman Empire : Modernization and the Path to Palestinian Statehood, I.B. Tauris, 2015, 272 p. (ISBN 978-0-85773-719-9, lire en ligne)
- (en) Gudrun Krämer, A History of Palestine : From the Ottoman Conquest to the Founding of the State of Israel, Princeton University Press, 2011, 376 p. (ISBN 978-0-691-15007-9, lire en ligne)
- M. Van de Velde, « Discours sur la géographie de la Palestine », Le Globe. Revue genevoise de géographie, vol. 4,‎ 1864, p. 14-23 (lire en ligne)
- (en) Khaled M. Safi, « Territorial Awareness In the 1834 Palestinian Revolt », dans Roger Heacock (dir.), Temps et espace en Palestine, IFPO, 2008 (présentation en ligne), p. 43-54